# Fender Jaguar

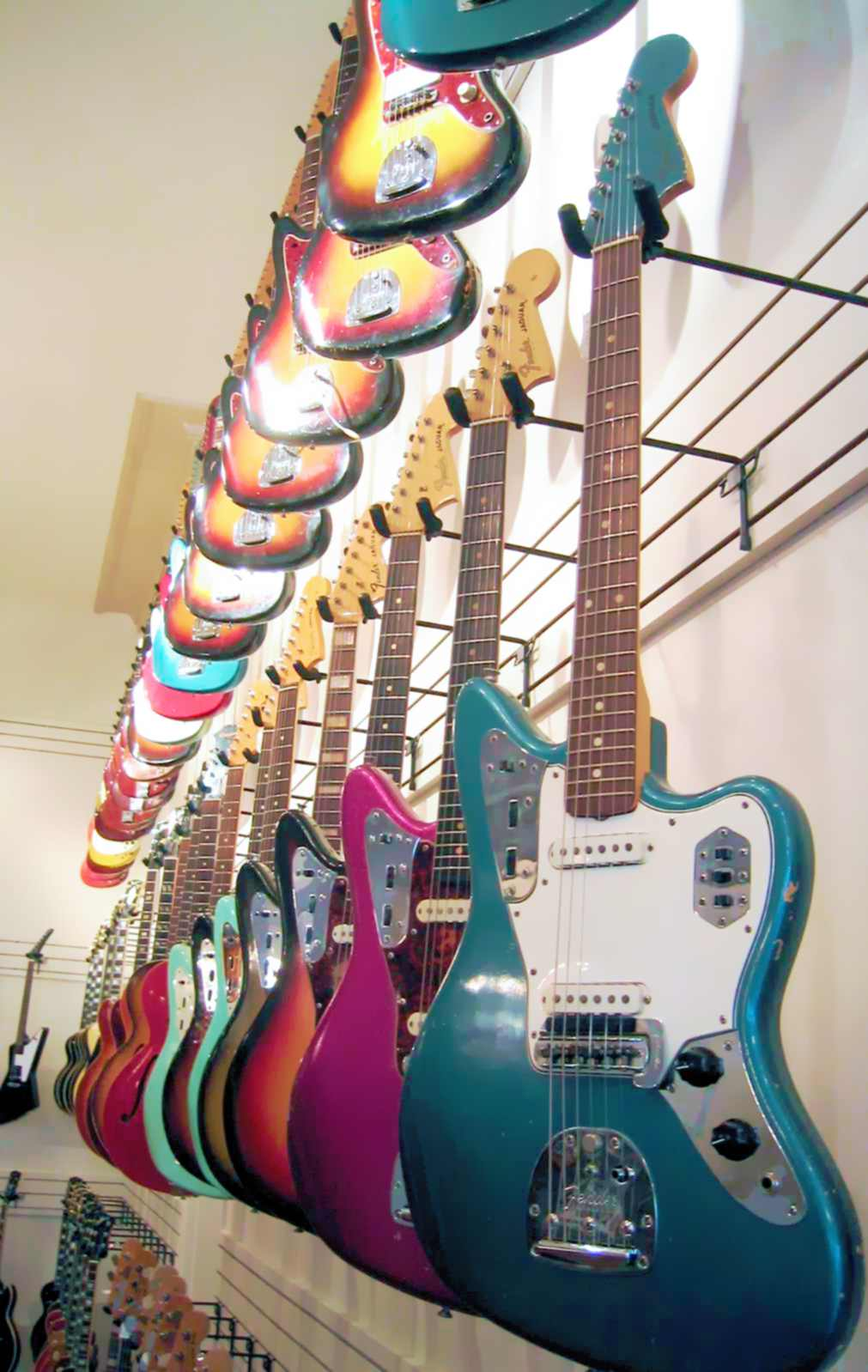
Fender Jaguar esposte in un negozio

La Fender Jaguar è una chitarra elettrica prodotta dalla Fender dal 1962, basata sulla Fender Jazzmaster. 
Negli anni precedenti l'introduzione della Jaguar, Fender veniva spesso accusata di produrre strumenti eccessivamente spartani rispetto ad altri costruttori che si stavano affacciando al nuovo mercato delle chitarre elettriche. La chitarra Jazzmaster non ottenne il successo sperato anche perché la comunità dei musicisti jazz non sembrava apprezzare la chitarra elettrica solid-body quanto la tradizionale semi-acustica archtop elettrificata, e Fender pensò quindi di introdurre la Jaguar come un'evoluzione migliorativa della Jazzmaster.
Originariamente pubblicizzata come chitarra da surf music, divenne piuttosto popolare negli anni sessanta. A fine anni settanta divenne la chitarra preferita da Tom Verlaine, che contribuì a sdoganarla nel rock. Negli anni novanta trovò una nuova giovinezza nell'ambito della musica alternativa e del grunge: tra gli altri fu impiegata da Kurt Cobain e dai Sonic Youth.
Rispetto ai modelli precedenti vantava una schermatura maggiore alle interferenze, dovute a varie placche metalliche, oltre a una maggiore quantità di controlli che permettevano di ottenere un'ampia varietà di suoni. La particolare dotazione di controlli derivava dai circuiti che Freddie Tavares, per molti anni a seguire progettista di spicco alla Fender, aveva progettato e montato sulle sue chitarre private. Una singolare caratteristica che differenzia la Jaguar dal resto della produzione Fender è la ridotta lunghezza del diapason, la porzione vibrante della corda: sulla Jaguar è più corta, 610 mm al posto dei tradizionali 648 mm di Telecaster e Stratocaster; grazie al diapason più corto, la Jaguar permette una diteggiatura più confortevole sugli intervalli più estesi, con una minore tensione delle corde rispetto a strumenti dal diapason più lungo.

## Viene o è stata suonata da
- Kurt Cobain dei Nirvana
- Carl Wilson dei The Beach Boys
- Jimi Hendrix dei The Jimi Hendrix Experience
- Joe Pass all'inizio della propria carriera.
- Bob Dylan
- Sterling Morrison dei Velvet Underground
- Bill Frisell
- Tom Verlaine dei Television
- J. Mascis dei Dinosaur Jr
- Paul Banks degli Interpol
- The Edge degli U2
- Robert Smith dei The Cure
- Johnny Marr dei The Smiths e Modest Mouse
- Will Sergeant degli Echo and the Bunnymen
- Graham Coxon dei Blur
- Thom Yorke dei Radiohead
- Noel Gallagher degli Oasis
- Brian Molko dei Placebo
- Matthew Bellamy dei Muse
- Jonny Buckland dei Coldplay
- Mike Einziger degli Incubus
- John Frusciante chitarrista dei Red Hot Chili Peppers
- Josh Klinghoffer dei Red Hot Chili Peppers
- James Iha dei The Smashing Pumpkins
- Kim Gordon, Thurston Moore e Lee Ranaldo dei Sonic Youth
- Matt Skiba degli Alkaline Trio e Blink-182
- Kelly Jones degli Stereophonics
- Gavin Rossdale dei Bush
- Blixa Bargeld dei Nick Cave and the Bad Seeds, Einstürzende Neubauten
- Polly Jean Harvey dei PJ Harvey
- Tim Gane dei Stereolab
- James Dean Bradfield dei Manic Street Preachers
- Greg Camp degli Smash Mouth
- Mick Jagger dei The Rolling Stones
- John Squire dei The Stone Roses
- Kevin Shields dei My Bloody Valentine
- Iena dei Wartwist e Jack of Diamonds and His Gambling's Losers
- Ethan Miller dei Comets on fire
- Florian Hoxha dei Cheap Mondays
- Charlie Fink dei Noah and The Whale
- Rowland S. Howard dei These Immortal Souls The Birthday Party Boys next Door Crime & The City Solution Young Charlatans
- Emily Kokal delle Warpaint
- Wayne Sermon degli Imagine Dragons
- Alberto Ferrari dei Verdena
- Francesco Bianconi dei Baustelle
- David Lotito dei Gianmariavolontè
- Carmen Consoli
- Annie Clark, St. Vincent
- Taylor Swift, nel live tour 1989
- Rosy Steinberg dei Hanno Rapito gli AutoKad